# Ectinosoma obtusum
Ectinosoma obtusum is een eenoogkreeftjessoort uit de familie van de Ectinosomatidae. De wetenschappelijke naam van de soort is voor het eerst geldig gepubliceerd in 1920 door Sars G.O..